# 袖師町 (静岡県)
袖師町（そでしちょう）は、かつて静岡県庵原郡にあった町。現在の静岡市清水区の一部。

## 沿革
- 1889年（明治22年）4月1日 - 町村制施行に伴い庵原郡嶺村、横砂村、西久保村［大部分］、西久保新田［一部］が合併し、袖師村（そでしむら）が発足。
- 1948年（昭和23年）4月8日 - 町制施行し袖師町となる。
- 1961年（昭和36年）6月29日 - 清水市に編入され消滅。